# Allison Russell
Allison Russell, née à Montréal, est une auteure-compositrice-interprète, musicienne et militante canadienne contre le racisme et pour les droits LGBT.

## Biographie
Allison Russell est la fille d’un père originaire de Grenade et d'une mère canado-écossaise. Sa mère souffre de dépression post-partum et de schizophrénie, et confie sa fille à un foyer d'accueil dès son plus jeune âge. Elle obtient de nouveau sa garde à la suite de son mariage avec un expatrié américain suprémaciste blanc. De cinq à quinze ans, elle est victime d'abus physiques et sexuels de la part de son père adoptif,.
En 1998, à l'âge de quinze ans, elle s'enfuie du domicile familiale pour s'installer à Vancouver,,. Elle fréquente le Collège Dawson.

## Vie personnelle
En 2013, Allison Russell se marie avec Jeremy Lindsay, connu sous le nom de scène de JT Nero, un membre du groupe Birds of Chicago. Ils sont les parents d'une petite fille, Ida, née en 2014.
Allison Russell s'identifie comme une personne queer et a déclaré dans une interview que "Je me situe au milieu du spectre de l'orientation. J'ai été amoureuse de femmes et j'ai été amoureuse d'hommes, j'ai été amoureuse de personnes trans et j'ai été amoureuse de personnes non binaires. J'ai fini par tomber amoureuse et par m'engager à partager ma vie avec un homme, mon mari. On pourrait penser que je suis hétérosexuelle, mais ce n'est pas le cas et, surtout en cette période de polarisation et de sectarisme accrus, il est vraiment important que les gens comprennent que rien n'est blanc ou noir [...]. Une partie de moi voulait vraiment reconnaître cela publiquement",. Le titre Persephone présente sur son premier album, concerne son premier amour, une femme qu'elle a rencontrée pendant son adolescence,.

## Carrière musicale

### Groupes et collaborations
Avant de débuter une carrière musicale en solo, Allison Russell a enrichi son parcours en faisant partie de plusieurs groupes musicaux, parmi lesquels le groupe de folk celtique Fear of Drinking, puis Po' Girl, Our Native Daughters et Sisters of the Strawberry Moon,. Elle cofonde également le duo Birds of Chicago avec son mari JT Nero,.

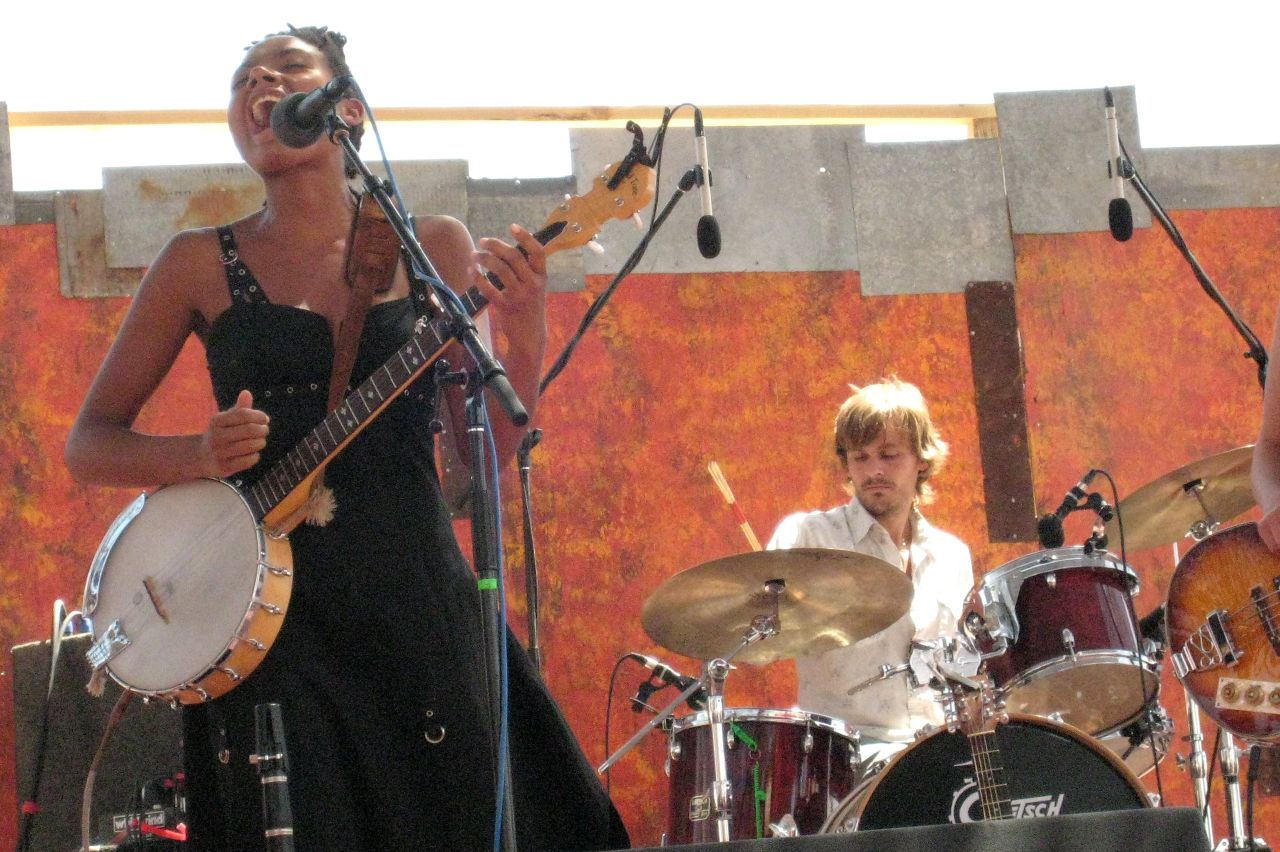
Le groupe Po' Girl s au Joshua Tree Music Festival en 2007.

En 2003, Allison Russell forme le groupe Po' Girl avec Trish Klein, membre du groupe The Be Good Tanyas. Le groupe enregistre sept albums : Po' Girl (2003), Vagabond Lullabies (2004), B-side Recordings (2006), Home to You (2007), Deer in the Night (2008), Live (2009) et Follow Your Bliss (2010).
En tant que membre de Birds of Chicago aux côtés de JT Nero, elle publie trois albums studio : Birds of Chicago (2012), Real Midnight (2016) et Love in Wartime (2018),,,. Le duo présente un album live, Live from Space, et un EP intitulé American Flowers en 2018.
En 2018, Allison Russell rejoint le collectif musical Our Native Daughters aux côtés des musiciennes Rhiannon Giddens, Leyla McCalla et Amythyst Kiah,. En 2019, le groupe sort l'album Songs of Our Native Daughters sous le label Smithsonian Folkways.
Elle apparaît également aux côtés du reste du groupe dans un documentaire de la chaîne Smithsonian Channel intitulé Reclaiming History : Our Native Daughters.
En janvier 2021, Allison Russell a repris en single les chansons By Your Side de Sade, Landslide de Fleetwood Mac, ainsi que Everything I Wanted de Billie Eilish en février 2021,.

### Carrière solo

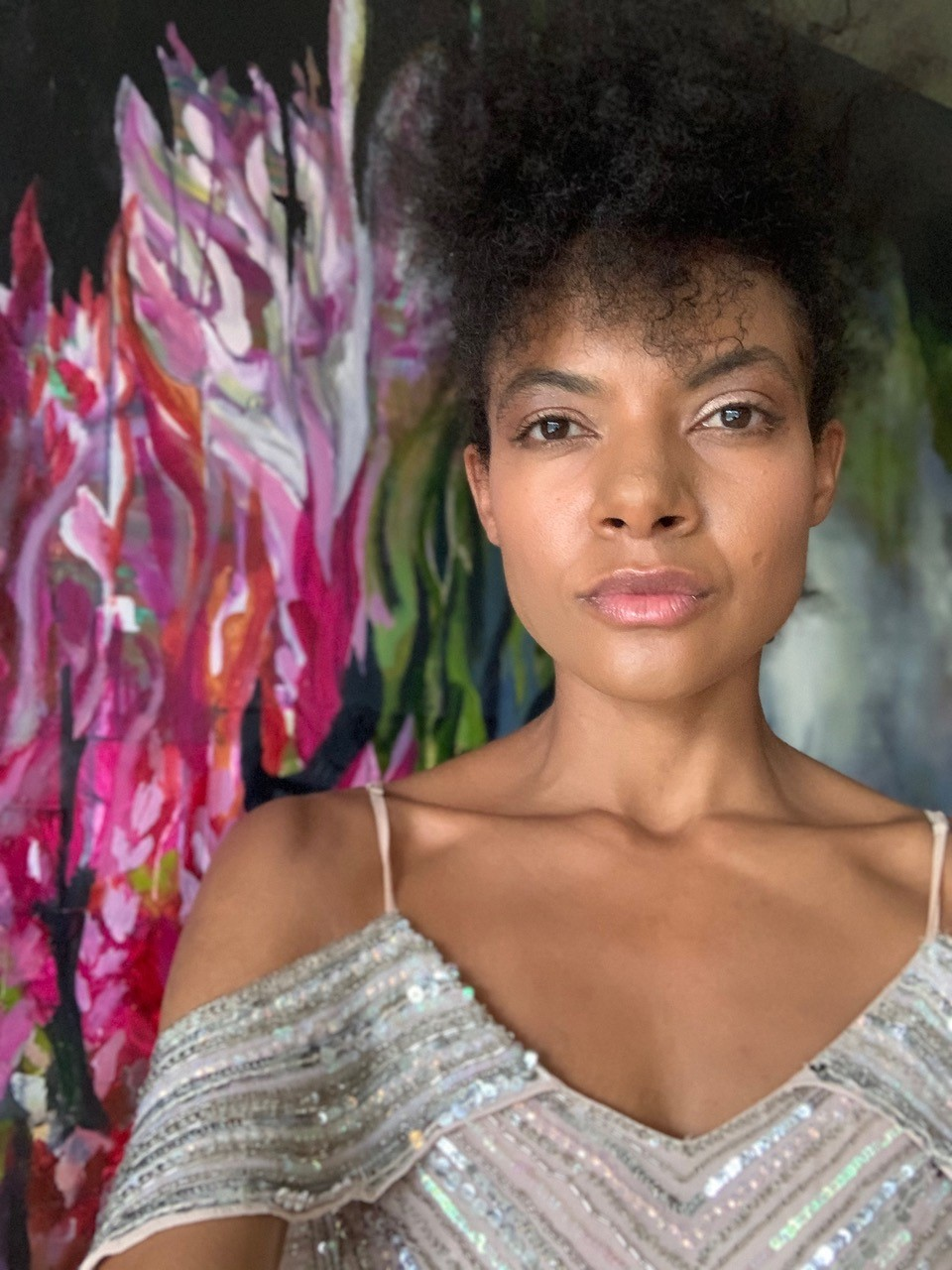
Allison Russell en 2021.

Son premier album solo, Outside Child, est paru en mai 2021 sous le label Fantasy Records. L'album explore les expériences qu'elle a vécues pendant sa jeunesse, y compris sa guérison du traumatisme causé par les abus subis pendant son enfance
L'album Outside Child est nommé au prix Polaris, et a reçu deux nominations aux Prix Juno et quatre nominations au Canadian Folk Music Awards,.
L'artiste reçoit une nomination aux Grammy Awards en 2022 dans la catégorie Meilleur Album Americana. De plus, le single Nightflyer a été doublement nommé, à la fois pour la Meilleure Performance Roots Américaine et pour la Meilleure Chanson Roots Américaine,,.
Son deuxième album, The Returner, est sorti en septembre 2023,. L'album a reçu quatre nominations aux Grammy Awards, dont celles du meilleur album Americana, de la meilleure chanson American Roots et de la meilleure performance Americana pour la chanson titre de l'album, The Returner. L'album a également remporté le Grammy Award de la meilleure interprétation de musique roots américaine pour le single Eve Was Black,.
Afin de donner vie à ce nouveau projet, Allison Russell réunit un groupe de seize femmes pour une session de studio d'une semaine. La musicienne souhaite créer une communauté multiculturelle d'empathie et d'action dans l'industrie de la musique sous le signe de la sororité et avec cette formation nommée The Rainbow Coalition.

## Militantisme
En mars 2023, Allison Russell organise Love Rising, un concert de bienfaisance à la Bridgestone Arena de Nashville en réponse à la législation anti-LGBT+ du Tennessee.
En octobre 2023, elle signe la lettre ouverte Artists4Ceasefire adressée au président Joe Biden lors des représailles israéliennes sur Gaza en réponses aux attaques du 7 octobre 2023.

## Formations
- Allison Russell - voix, guitare, banjo, clarinette
- Elenna Canlas - directrice musicale, claviers, mélodica, chœurs
- Ganessa James - basse, guitare acoustique, chœurs
- Yissy Garcia - batterie, percussions, chœurs
- Joy Clark - guitares acoustique et électrique, chœurs
- Caoimhe Hopkinson - guitares acoustique et électrique, basse, chœurs
- Caoi de Barra - batterie, percussions, chœurs

Anciens membres du groupe :
- Larissa Maestro - violoncelle, chœurs
- Sista Strings (Monique et Chauntee Ross) - violoncelle et violon, chœurs
- Mandy Fer - guitare électrique, chœurs
- Megan Coleman - batterie
- Elizabeth Goodfellow - batterie

## Discographie

### Tim Readman & Fear Of Drinking
- 1999 : In Black & White, Big City Productions

### Po' Girl
- 2003 : Po' Girl, Jericho Beach
- 2004 : Vagabond Lullabies, Nettwerk
- 2007 : Home to You, Nettwerk
- 2009 : Deer in the Night, Po' Girl Music
- 2009 : Po' Girl Live, Po' Girl Music
- 2010 : Follow Your Bliss, Po' Girl Music

### Sankofa
- 2011 : The Uptown Strut, Kingswood Records

### Birds of Chicago
- 2012 : Birds of Chicago, Chicago Bird Music
- 2013 : Live from Space, Chicago Bird Music
- 2016 : Real Midnight, Chicago Bird Music, BSMF
- 2017 : American Flowers, Chicago Bird Music, Signature Sounds
- 2018 : Love in Wartime, Chicago Bird Music, BSMF, Signature Sounds

### Our Native Daughters
- 2019 : Songs of Our Native Daughters, Smithsonian Folkways

### Allison Russel
- 2021 : Outside Child, Fantasy Records
- 2023 : The Returner, Fantasy Records